# Santa Maria della Catena
Santa Maria della Catena (en sicilià Crèsia di Santa Marìa dâ Catena) és una església d'estil gòtic català, que es troba prop de la Cala a la ciutat de Palerm (Sicília).

## Història
L'església es va construir sobre el lloc d'una petita capella anterior, entre 1490 i 1520. Tot i que no existeix constància documental, és possible que es tracte d'un projecte de Matteo Carnilivari o del seu cercle.
De fet un dels seus promotors fou Francesco Abatellis que ja havia sigut comitent del mestre de Noto. El nom ve donat perquè en una paret de l'església es va col·locar la cadena que tancava el port de Cala. Una versió llegendària parla d'un miracle ocorregut al segle xiv, el sol va fondre les cadenes d'alguns presos injustament condemnats que havien buscat l'ajuda de la "Mare de Déu de Gràcia".
El treball és un exemple important de la maduresa de la interpretació local de l'arquitectura renaixentista a Sicília, i de Palerm en particular, amb una barreja de característiques del Renaixement tardà i del gòtic català.
Al costat de l'església hi ha la casa del convent 1602, que a partir de l'any 1844 és la seu dels Arxius d'Estat de Palerm.

## Arquitectura

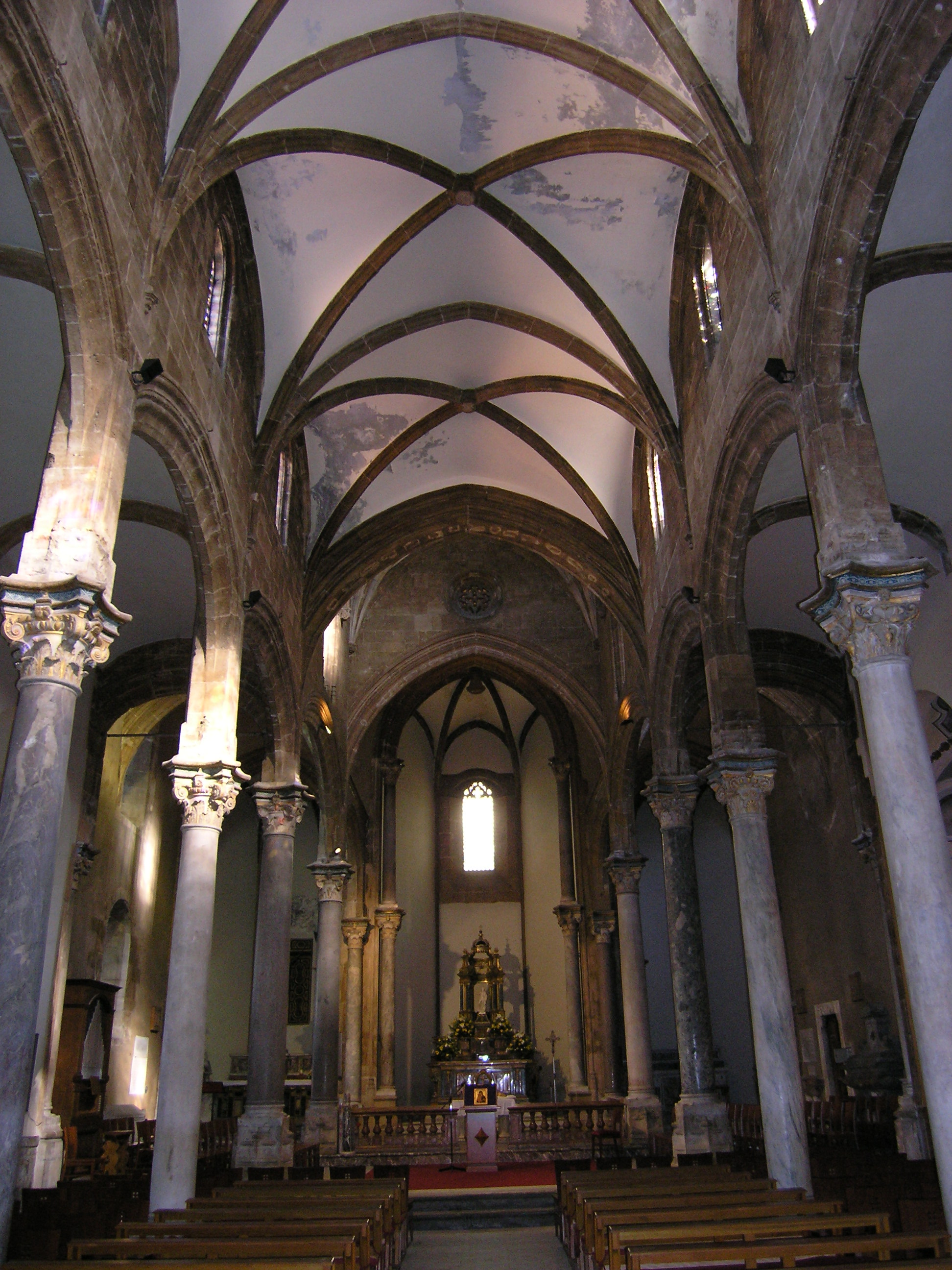
Interior

L'arquitectura de l'església es caracteritza per una estreta correlació entre l'interior i l'exterior. L'interior té tres naus separades per columnes rabassudes reforçades per pilars rectangulars que suporten els arcs catalans (rebaixats) intercalats amb arcs apuntats cap als costats. Aquestes columnes foren realitzades al taller per marbristes, exactament igual que les galeries porticades dels palaus construïts per Carnilivari. L'església presenta un creuer amb doble transsepte, inspirat per anteriors fàbriques normandes. Les complexes bases de les columnes de la part final de la nau semblen derivar de les construccions geomètriques de Matthäus Roritzer.
A l'exterior hi ha un enfocament similar, amb les pilastres que recorren de les parets exteriors i el pòrtic tripartit d'arcs catalans amb una gran escala d'accés (ampliada el 1845). El pòrtic amb arcs rebaixats i torretes angulars sembla inspirat en el de la catedral, però també remet a la llotja de Palma. L'ordenament de la paret lateral amb una sèrie de pilastres, dotades amb basa, evoquen un ordre gòtic, potser mediatitzat per lectures esbiaixades classicistes. Les columnes són d'una recerca anticlàssica, desproporcionades i distorsionades per l'exuberància dels arcs amb nervadures policromades, amb una interpretació lliure dels capitells jònics i un aparell escultòric menor. Les finestres geminades tenen una decoració abundant i la zona de l'absis es caracteritza per una complexa interacció d'espais amb una base octogonal, coordinat tot per la concepció unitària de l'edifici.
Nombrosos elements parcials de l'església de Santa Maria della Catena, incloent l'ús de pilastres, foren reelaborats i emprats durant dècades en altres edificis de Palerm.

## Obres d'art
A l'interior s'hi conserven una Nativitat amb l'Adoració dels pastors, pintura de segle xvii d'autor desconegut, una Nativitat i una Adoració dels Mags, baixos relleus del segle xvi atribuïts a Vincenzo i Antonello Gagini, que també van esculpir els capitells de les columnes i del pòrtic d'ingrés.
La primera capella de la dreta està dedicada a Santa Brígida, l'element central és una pintura d'un pintor anònim del segle xvii que representa la santa a la Glòria, mentre que els laterals i al sostre hi ha frescos que daten del segle xviii obra d'Olivio Sozzi, que representen la Verge coronant a Santa Brígida, Santa Brigida a la glòria i Crist que mostra el seu cost sagnant.
La segona capella té accés a una ex-capella votiva: la porta era l'antiga entrada de l'església. El fresc de la capella data del segle xiv i és la venerada imatge de la Mare de Déu de les Gràcies. En ella hi apareix la Mare de Déu amb el Nen Jesús en els seus braços, aquest s'assembla a un adult reduït a la mida dels nens, ja que segons els romans d'Orient Jesús, sempre ha sigut molt savi i mai podria haver estat infant. També té el cap calb per mostrar la seua saviesa. En les quatre cantonades de la capella hi ha quatre estàtues de santes: Margarida (a l'esquerra de l'altar) Nimfa (a la dreta de l'altar), Bàrbara (a la part frontal esquerra del fresc) i Oliva (dreta). Totes les estàtues s'atribueixen a Gagini.

## Galeria

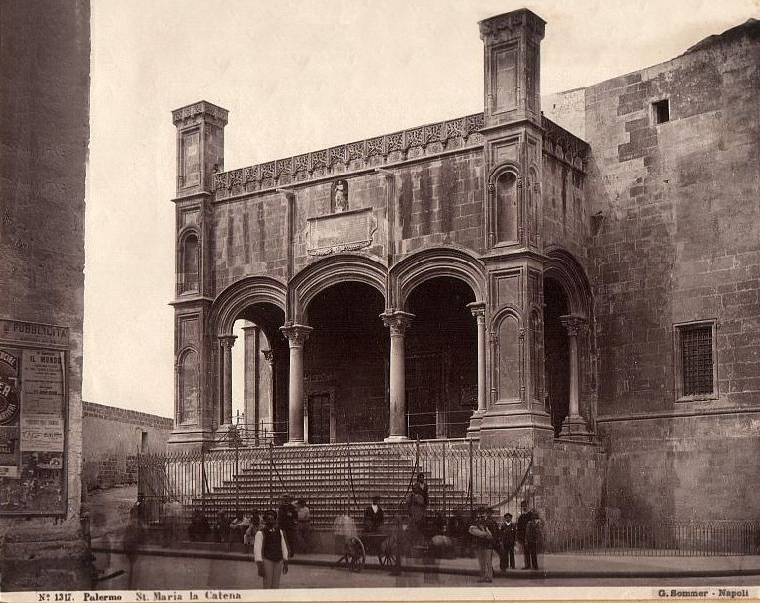
El pòrtic
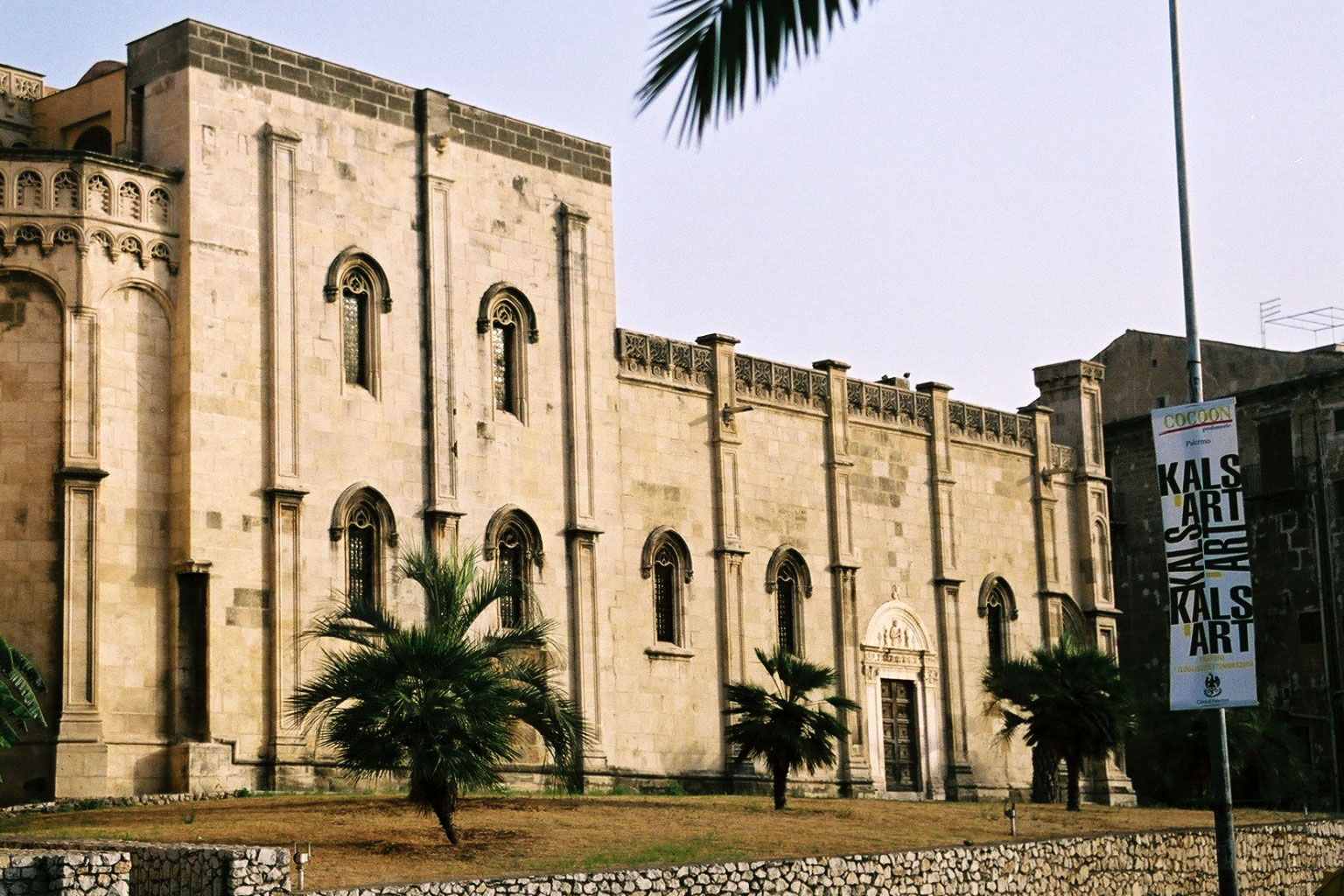
Lateral
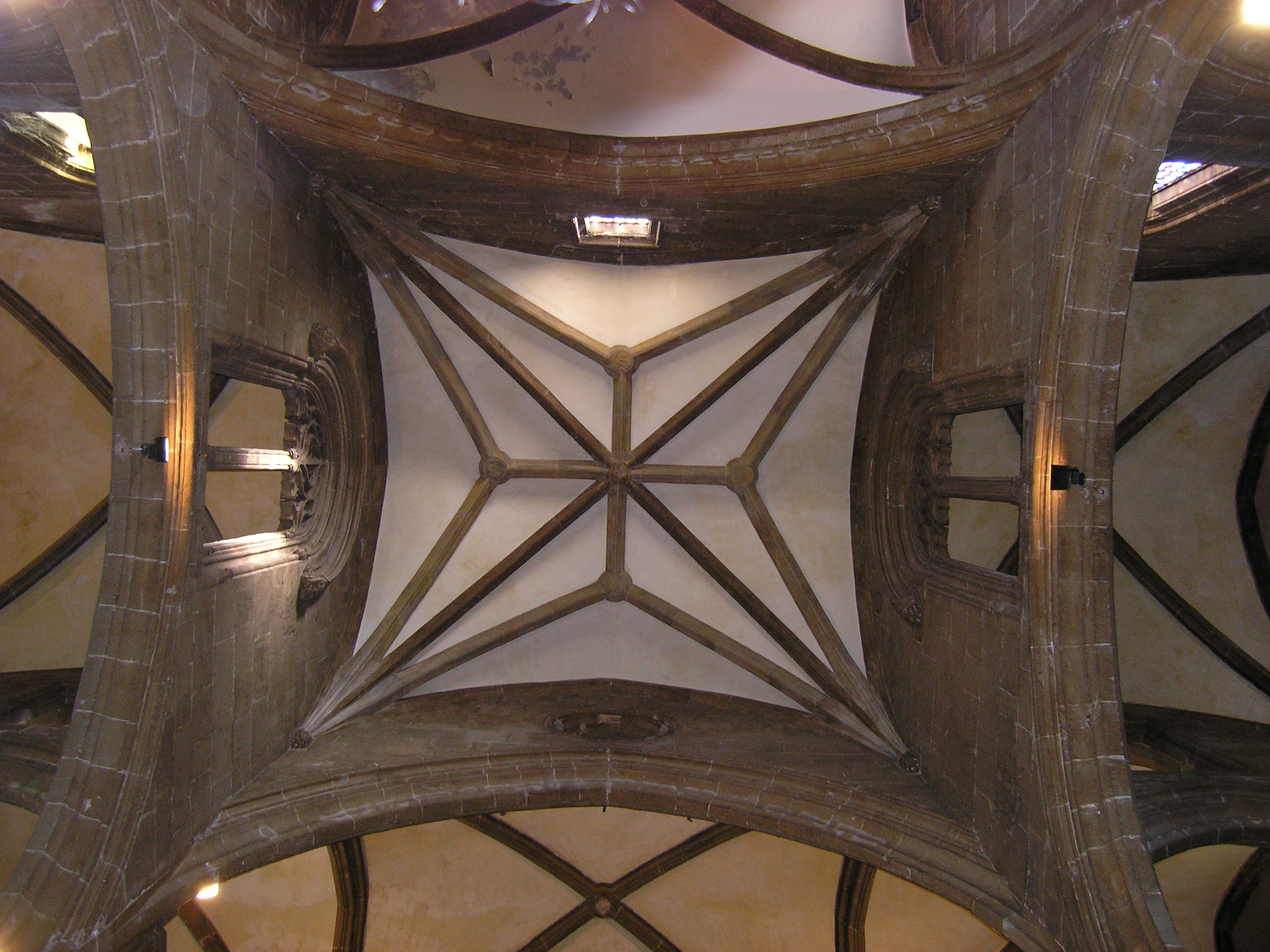
Volta
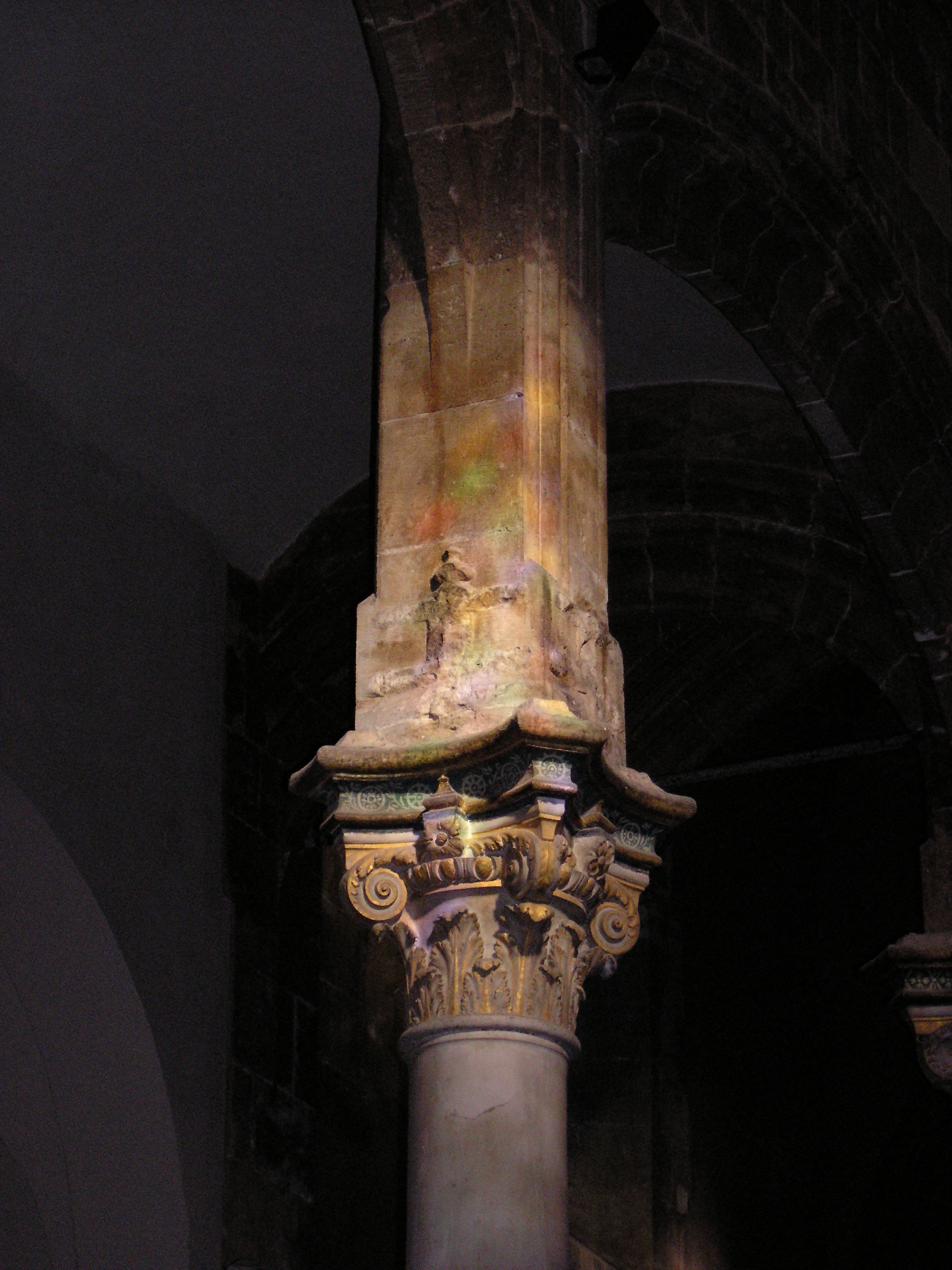
Capitell
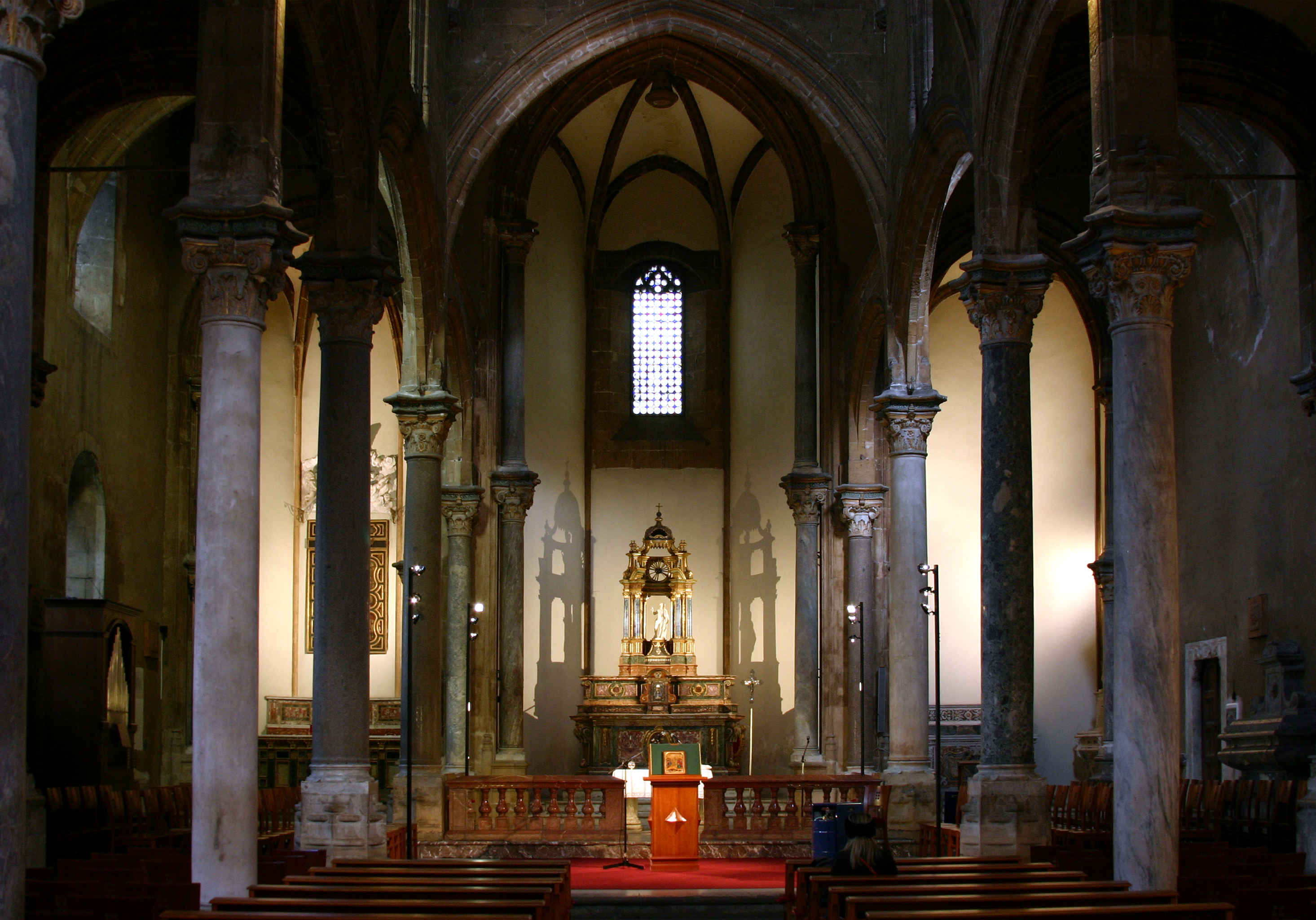